# Assemblea General de l'Uruguai
L'Assemblea General és l'òrgan que exerceix el Poder legislatiu de la República Oriental de l'Uruguai. Està composta de dues cambres, la Cambra de Representants i la Cambra de Senadors, que actuaran, separadament o conjunta, segons les diferents disposicions de la Constitució.

## Integració
És presidida pel Vicepresident de la República i comença les seves sessions el primer de març de cada any. El període de sessions es perllonga fins al quinze de desembre, o només fins al quinze de setembre, en cas que hi hagi eleccions. En aquest cas, la nova Assemblea ha de començar les seves sessions el quinze de febrer següent. L'Assemblea General es reuneix en les dates indicades sense necessitat de convocatòria especial del Poder Executiu. Presideix les seves sessions i les de la Cambra de Senadors fins a la presa de possessió del Vicepresident de la República, el primer titular de la llista de senadors més votada del lema més votat.
El Senat està integrat per 30 senadors, més el Vicepresident. La Cambra de Representants, per la seva part, consta de 99 diputats. Tots ells gaudeixen d'immunitat parlamentària; rares vegades s'ha demanat el desaforament d'un legislador. Persisteix la indefinició sobre si l'escó és del parlamentari o del sector polític pel qual va ser elegit; això és patent en els casos en els quals un legislador s'escindeix del seu sector o es canvia de partit, molt poques vegades renuncien al seu escó. Tal com assenyala el constitucionalista Rubén Correa Freitas, només un judici polític per faltes molt greus, pot donar motiu a la privació de l'escó.

## Seu
La seu de l'Assemblea General és a Montevideo, i desenvolupa les seves sessions a la Cambra de Diputats del Palacio Legislativo.
Durant el segle xix es va reunir a l'edifici del Cabildo de Montevideo, fins que aquest lloc va quedar evidentment petit per a tal funció.

## Història
El 1828, per iniciativa de Juan Antonio Lavalleja, es van elegir delegats per al que havia de ser el Parlament de la Província Oriental del Riu de la Plata. Com a conseqüència de la Convenció Preliminar de Pau, aquesta institució va passar a ser l'Assemblea General Constituent i Legislativa de l'Estat, i va tenir entre altres tasques, la redacció de la primera constitució del país.
L'Assemblea era unicameral. Però des de l'entrada en vigor de la Constitució de 1830, el parlament uruguaià va passar a ser bicameral, i així ha romàs fins als nostres dies. Va canviar la manera d'elegir els seus membres: durant el segle xix, el vot era reservat a una minoria, i els senadors representaven departaments. Més endavant, es va instaurar el vot secret i universal, i es va reformular la representativitat dels senadors, que són elegits a nivell nacional.

## Funcions
L'Assemblea General té les següents competències:
- Formar els Codis legislatius i ordenar-ne la publicació.

- Establir els Tribunals i ordenar l'Administració de Justícia i la jurisdicció contenciosa administrativa.

- Aprovar lleis relatives a la independència, seguretat, tranquil·litat i decòrum de la República; protecció de tots els drets individuals i foment de la il·lustració, agricultura, indústria, comerç interior i exterior.

- Establir les contribucions necessàries per cobrir els pressuposts, la seva distribució, l'ordre de la seva recaptació i inversió, i suprimir, modificar o augmentar les existents.
- probar o reprobar, en todo o en parte, las cuentas que presente el Poder Ejecutivo.

- Aprovació dels pressupostos generals de l'Estat, presentats pel Poder Executiu.

- Autoritzar, a iniciativa del Poder Executiu, el Deute Públic Nacional, consolidar-lo, designar les seves garanties i reglamentar el crèdit públic. En els tres primers casos, cal la majoria absoluta de vots del total de components de cada Cambra.

- Decretar la guerra i aprovar o reprovar per majoria absoluta de vots del total de components de cada Cambra, els tractats de pau, aliança, comerç i les convencions o contractes de qualsevol naturalesa que subscrigui el Poder Executiu amb potències estrangeres.

- Designar tots els anys la força armada necessària. Els efectius militars només podran ser augmentats per la majoria absoluta de vots del total de components de cada Cambra.

- Crear nous Departaments per majoria de dos terços de vots del total de components de cada Cambra; fixar els seus límits; habilitar ports; establir duanes i drets d'exportació i importació; així com declarar d'interès nacional zones turístiques, que seran ateses pel Ministeri respectiu.

- Justificar el pes, llei i valor de les monedes; fixar el tipus i denominació d'aquestes, i ordenar el sistema de pesos i mesures.

- Permetre o prohibir que entrin tropes estrangeres al territori de la República, determinant per al primer cas, el temps en què hagin de sortir d'ell. S'exceptuen les forces que entren als únics efectes de retre honors, l'entrada de les quals serà autoritzada pel Poder Executiu.

- Negar o concedir la sortida de forces nacionals fora de la República, assenyalant, per a aquest cas, el temps de la seva tornada a ella.

- Crear o suprimir ocupacions públiques i determinar les seves dotacions; aprovar, reprovar o disminuir els pressupostos que presenti el Poder Executiu, acordar pensions i recompenses pecuniàries o d'una altra classe i decretar honors públics als grans serveis.

- Concedir indults per dos terços de vots del total de components de l'Assemblea General en reunió d'ambdues Cambres, i acordar amnisties en casos extraordinaris, per majoria absoluta de vots del total de components de cada Cambra.

- Fer els reglaments de milícies i determinar el temps i nombre en el qual s'han de reunir.

- Triar el lloc en què hagin de raure les primeres autoritats de la Nació.

- Concedir monopolis, per a la qual cosa es requerirà dos terços de vots del total de components de cada Cambra. Per instituir-los en favor de l'Estat o dels Governs Departamentals, es requerirà la majoria absoluta de vots del total de components de cada Cambra.

- Elegir, en reunió d'ambdues Cambres, els membres de la Tribunal Suprem, del Tribunal Electoral, del Tribunal del Contenciós Administratiu i del Tribunal de Comptes, amb subjecció a allò disposat a les Seccions respectives

- Jutjar políticament la conducta dels Ministres d'Estat.

- Interpretar la Constitució, sense perjudici de la facultat que correspon al Tribunal Suprem de Justícia de l'Uruguai.